# Cattleya ×hardyana
Cattleya ×hardyana — естественный (впоследствии многократно повторённый искусственно) первичный гибрид рода Каттлея семейства Орхидные.
Результат скрещивания Cattleya dowiana var. aurea × Cattleya warscewiczii.
Обнаружен в Колумбии, описан в 1883 году.
Один из самых красивых внутриродовых гибридов. Широко использовался в ранней селекции каттлей. В конце XIX — начале XX веков в культуре присутствовали тёмные культивары, которые в настоящее время утрачены.
Cattleya ×hardyana иногда ошибочно путают с искусственно созданными грексами, имеющими такое же название. The International Orchid Register зарегистрировано два грекса под названием Hardyana.
- Cattleya Hardyana (hort.) 1896 — Cattleya dowiana (♀) × Cattleya warscewiczii (♂)
- Cattleya Hardyana (Hardy) 1899 — Cattleya aclandiae (♀) × Sophronitis coccinea (syn. Cattleya coccinea) (♂)

Следует обратить внимание, что названия грексов в отличие от названий естественных гибридов, пишутся с прописной буквы и не несут перед названием грекса знак «×».

## История описания
В конце XIX века в Европу экспортировалось большое количество C. dowiana и C. warscewiczii. Растения реализовывались на аукционах. Орхидея приобретённая, как C. warscewiczii зацвела в коллекции известного английского любителя орхидей Джорджа Харди. Оказалось, что её цветок хотя и похож на цветок C. warscewiczii, но имеет некоторые особенности характерные для C. dowiana.
Гибрид был описан ботаником Вильямсом и назван в честь первого владельца растения.
Следующий экземпляр C. ×hardyana зацвёл у коллекционера M. le Duc de Massa во Франции в 1889 году. Поскольку он немного отличался от C. ×hardyana, то был назван C. ×massaiana. Впоследствии это название вошло в синонимию C. ×hardyana.
Многие орхидологи того времени считали этот естественный гибрид самой красивой каттлеей. Цены на C. warscewiczii на орхидных аукционах выросли, поскольку существовала вероятность случайного завоза новых C. ×hardyana.

## Биологическое описание
Симподиальные растения средних—крупных размеров.
Псевдобульбы однолистные, 10—30 см длиной, толстые, блестящие, веретеновидные, располагаются плотной группой.
Листья толстые, кожистые, продолговатые и закругленные на верхушке, до 20 см длиной.
Соцветие кистевидное. Образуется на верхушке псевдобульбы.
Цветки как правило ароматные, более 15 см в диаметре.

## В культуре
См. статьи: Cattleya warscewiczii и Cattleya dowiana.
Некоторые редкие культивары имеют цену выше 1000$.